# Teun van Vliet
Teun van Vliet, född den 22 mars 1962 i Vlaardingen, är en nederländsk före detta tävlingscyklist som var professionell från 1984 till 1990 och hade störst framgångar på landsväg. Hans bästa år var 1987 då han vann Gent–Wevelgem och Omloop Het Volk, samt blev totalvinnare av Ronde van Nederland och slutade på sjätte plats i "världscupen" Super Prestige Pernod.
Teun van Vliet avslutade sin karriär vid bara 28 års ålder på grund av en kronisk tarminflammation (ulcerös kolit) vilken ledde till flera operationer. Därefter drabbades han av två hjärntumörer (en godartad 2001 och en elakartad 2006), vilka båda botades, och van Vliet har sedan varit engagerad i organisationer som befrämjar forskning inom cancer och sjukdomar i matsmältningskanalen och bland annat bidragit till arrangerande av motionslopp (bland dem "Teun van Vliet Classic") för att samla in pengar åt ändamålen  (exempelvis i samarbete med Topsport for Life, i vilket även has syster Nita van Vliet är engagerad). Sportjournalisten Guido Bindels skrev en biografi, kallad Drank, vrouwen, de koers en de dood ("Fyllan, kvinnorna, loppen och döden", ISBN 978-90-8954-2106, utgiven 2010), i samarbete med van Vliet (med familj) och som beskriver dennes liv.

## Meriter
| 1984 2:a i Grand Prix Raymond Impanis 3:a i Giro di Lombardia 3:a i Giro del Piemonte 4:a i Scheldeprijs 4:a totalt i Ronde van België Vinnare av etapp 1 5:a totalt i Ronde van Nederland Vinnare av etapp 6 9:a i linjelopp vid Nederländska mästerskapen 1985 Vinnare totalt av Tour of Ireland 2:a i Milano–Sanremo 4:a i Paris–Tours 5:a totalt i Tour de l'Oise 7:a totalt i Tour de Luxembourg 9:a i Ronde van Limburg 1986 Vinnare av Grand Prix d'Isbergues Vinnare av etapp 7b i Coors Classic 4:a totalt i Tour of Ireland 5:a i Amstel Gold Race 5:a i Nokere Koerse 9:a i linjelopp vid Nederländska mästerskapen 10:a i Züri Metzgete 10:a i Rund um den Henninger Turm 10:a totalt i Tirreno-Adriatico | 1987 Vinnare totalt av Ronde van Nederland Vinnare av bergspristävlingen Vinnare av etapp 1 Vinnare av Omloop Het Volk Vinnare av Gent–Wevelgem Vinnare av etapp 5 i Tour de Suisse Vinnare av etapp 3a i Dunkerques fyradagars 2:a i Paris–Tours 4:a i Amstel Gold Race 4:a i Scheldeprijs 4:a totalt i Tirreno-Adriatico Vinnare av etapp 1 6:a i Super Prestige Pernod 6:a i Milano-Sanremo 7:a i linjelopp vid Världsmästerskapen 8:a i Clásica de San Sebastián 1988 2:a i La Marseillaise 3:a i linjelopp vid Nederländska mästerskapen 6:a i Paris–Bryssel 1989 2:a i Grand Prix Cerami 2:a i Trofeo Pantalica 2:a totalt i Étoile de Bessèges 5:a i Wincanton Classic 6:a totalt i Settimana Ciclistica Internazionale 9:a totalt i Ronde van Nederland |